# Ducado de Algeciras
El ducado de Algeciras es un título nobiliario español, con Grandeza de España, otorgado por el rey Alfonso XIII a Isabel Gutiérrez de Castro y Cossío el 31 de diciembre de 1906, en memoria de los servicios prestados por su hijo Juan Manuel Sánchez y Gutiérrez de Castro, duque consorte de Almodóvar del Río, ministro de Estado y presidente de la Conferencia Internacional de Algeciras, que había muerto ese mismo año.
Su nombre hace referencia al municipio andaluz de Algeciras, en la provincia de Cádiz.

## Duques de Algeciras
|                           | Titular                                  | Periodo                   |
| Creación por Alfonso XIII | Creación por Alfonso XIII                | Creación por Alfonso XIII |
| ------------------------- | ---------------------------------------- | ------------------------- |
| I                         | Isabel Gutiérrez de Castro y Cossío      | 1906-1907                 |
| II                        | María de las Mercedes de Hoyos y Sánchez | 1911-1981                 |
| III                       | Ricardo López de Carrizosa y de Hoyos    | 1983-2013                 |
| IV                        | Carlos López de Carrizosa y Mitjans      | 2015-presente             |

## Historia de los duques de Algeciras
Sus titulares fueron:
- Isabel Gutiérrez de Castro y Cossío, i duquesa de Algeciras, viuda de Antonio Sánchez Romate.[1] Le sucedió su bisnieta:

- María de las Mercedes de Hoyos y Sánchez Vinent y de Hoces (1904-1981), ii duquesa de Algeciras, dama de la Soberana Orden de Malta y del Real Cuerpo de Hijosdalgo de Madrid.

Se casó el 18 de noviembre de 1929 con Ricardo López de Carrizosa y Martel, caballero de las Órdenes de Santiago y Malta e hijo de José María López de Carrizosa y Garvey, ii marqués de Mérito, y de Carmen Martel y Arteaga, xiii marquesa de Valparaíso. Le sucedió su hijo:
- Ricardo López de Carrizosa y de Hoyos,  iii duque de Algeciras, xi marqués de la Puebla de los Infantes, iv marqués de Zornoza, además de abogado, caballero de la Soberana Orden de Malta, del Real Cuerpo de Hijosdalgo de Madrid y de la Real Maestranza de Sevilla.

Se casó el 20 de junio de 1958 con Sofía Mitjans y Verea, hija de Carlos Alfonso Mitjans Fitz James Stuart, conde de Teba y de Baños, y de Elena Verea y Corcuera.
- Carlos López de Carrizosa y Mitjans,  iv duque de Algeciras,[4] xii marqués de la Puebla de los Infantes, v marqués de Zornoza.

## Árbol genealógico
|  |  | Antonio Sánchez Romate (1821-1879)                                  | Antonio Sánchez Romate (1821-1879)                                  | Antonio Sánchez Romate (1821-1879)                                  | Antonio Sánchez Romate (1821-1879)                                  | Antonio Sánchez Romate (1821-1879)                                  | Antonio Sánchez Romate (1821-1879)                                  |                                               |                                               | Isabel Gutiérrez de Castro, i duquesa de Algeciras (1822-1907)                                              | Isabel Gutiérrez de Castro, i duquesa de Algeciras (1822-1907)                                              | Isabel Gutiérrez de Castro, i duquesa de Algeciras (1822-1907)                                              | Isabel Gutiérrez de Castro, i duquesa de Algeciras (1822-1907)                                              | Isabel Gutiérrez de Castro, i duquesa de Algeciras (1822-1907)                                              | Isabel Gutiérrez de Castro, i duquesa de Algeciras (1822-1907)                                              |  |  |                                                               |                                                               |                                                               |                                                               |                                                               |                                                               |  |  |  |  |  |  |  |  |  |  |  |  |  |  |  |  |
|  |  | Antonio Sánchez Romate (1821-1879)                                  | Antonio Sánchez Romate (1821-1879)                                  | Antonio Sánchez Romate (1821-1879)                                  | Antonio Sánchez Romate (1821-1879)                                  | Antonio Sánchez Romate (1821-1879)                                  | Antonio Sánchez Romate (1821-1879)                                  |                                               |                                               | Isabel Gutiérrez de Castro, i duquesa de Algeciras (1822-1907)                                              | Isabel Gutiérrez de Castro, i duquesa de Algeciras (1822-1907)                                              | Isabel Gutiérrez de Castro, i duquesa de Algeciras (1822-1907)                                              | Isabel Gutiérrez de Castro, i duquesa de Algeciras (1822-1907)                                              | Isabel Gutiérrez de Castro, i duquesa de Algeciras (1822-1907)                                              | Isabel Gutiérrez de Castro, i duquesa de Algeciras (1822-1907)                                              |  |  |                                                               |                                                               |                                                               |                                                               |                                                               |                                                               |  |  |  |  |  |  |  |  |  |  |  |  |  |  |  |  |
|  |  |                                                                     |                                                                     |                                                                     |                                                                     |                                                                     |                                                                     |                                               |                                               | | | | | | |  |  |                                                               |                                                               |                                                               |                                                               |                                                               |                                                               |  |  |  |  |  |  |  |  |  |  |  |  |  |  |  |  |
|  |  |                                                                     |                                                                     |                                                                     |                                                                     | Juan Manuel Sánchez, duque de Almodóvar del Río (1850–1906)         |                                                                     |                                               |                                               | | | | | | |  |  |                                                               |                                                               |                                                               |                                                               |                                                               |                                                               |  |  |  |  |  |  |  |  |  |  |  |  |  |  |  |  |
|  |  |                                                                     |                                                                     |                                                                     |                                                                     |                                                                     |                                                                     |                                               |                                               | | | | | | |  |  |                                                               |                                                               |                                                               |                                                               |                                                               |                                                               |  |  |  |  |  |  |  |  |  |  |  |  |  |  |  |  |
|  |  |                                                                     |                                                                     |                                                                     |                                                                     |                                                                     |                                                                     |                                               |                                               | | | | | | |  |  |                                                               |                                                               |                                                               |                                                               |                                                               |                                                               |  |  |  |  |  |  |  |  |  |  |  |  |  |  |  |  |
|  |  |                                                                     |                                                                     |                                                                     |                                                                     | Isabel Sánchez, marquesa de Hoyos (1875–1943)                       | Isabel Sánchez, marquesa de Hoyos (1875–1943)                       | Isabel Sánchez, marquesa de Hoyos (1875–1943) | Isabel Sánchez, marquesa de Hoyos (1875–1943) | Isabel Sánchez, marquesa de Hoyos (1875–1943)                                                               | Isabel Sánchez, marquesa de Hoyos (1875–1943)                                                               | | | | |  |  | Juan Ramón Sánchez, ix duque de Almodóvar del Río (1878–1911) | Juan Ramón Sánchez, ix duque de Almodóvar del Río (1878–1911) | Juan Ramón Sánchez, ix duque de Almodóvar del Río (1878–1911) | Juan Ramón Sánchez, ix duque de Almodóvar del Río (1878–1911) | Juan Ramón Sánchez, ix duque de Almodóvar del Río (1878–1911) | Juan Ramón Sánchez, ix duque de Almodóvar del Río (1878–1911) |  |  |  |  |  |  |  |  |  |  |  |  |  |  |  |  |
|  |  |                                                                     |                                                                     |                                                                     |                                                                     | Isabel Sánchez, marquesa de Hoyos (1875–1943)                       | Isabel Sánchez, marquesa de Hoyos (1875–1943)                       | Isabel Sánchez, marquesa de Hoyos (1875–1943) | Isabel Sánchez, marquesa de Hoyos (1875–1943) | Isabel Sánchez, marquesa de Hoyos (1875–1943)                                                               | Isabel Sánchez, marquesa de Hoyos (1875–1943)                                                               | | | | |  |  | Juan Ramón Sánchez, ix duque de Almodóvar del Río (1878–1911) | Juan Ramón Sánchez, ix duque de Almodóvar del Río (1878–1911) | Juan Ramón Sánchez, ix duque de Almodóvar del Río (1878–1911) | Juan Ramón Sánchez, ix duque de Almodóvar del Río (1878–1911) | Juan Ramón Sánchez, ix duque de Almodóvar del Río (1878–1911) | Juan Ramón Sánchez, ix duque de Almodóvar del Río (1878–1911) |  |  |  |  |  |  |  |  |  |  |  |  |  |  |  |  |
|  |  |                                                                     |                                                                     |                                                                     |                                                                     |                                                                     |                                                                     |                                               |                                               | | | | | | |  |  |                                                               |                                                               |                                                               |                                                               |                                                               |                                                               |  |  |  |  |  |  |  |  |  |  |  |  |  |  |  |  |
|  |  | María de las Mercedes de Hoyos, ii duquesa de Algeciras (1904-1987) | María de las Mercedes de Hoyos, ii duquesa de Algeciras (1904-1987) | María de las Mercedes de Hoyos, ii duquesa de Algeciras (1904-1987) | María de las Mercedes de Hoyos, ii duquesa de Algeciras (1904-1987) | María de las Mercedes de Hoyos, ii duquesa de Algeciras (1904-1987) | María de las Mercedes de Hoyos, ii duquesa de Algeciras (1904-1987) |                                               |                                               | Alfonso de Hoyos, xi duque de Almodóvar del Río (1906-1995) Con sucesión en los duques de Almodóvar del Río | Alfonso de Hoyos, xi duque de Almodóvar del Río (1906-1995) Con sucesión en los duques de Almodóvar del Río | Alfonso de Hoyos, xi duque de Almodóvar del Río (1906-1995) Con sucesión en los duques de Almodóvar del Río | Alfonso de Hoyos, xi duque de Almodóvar del Río (1906-1995) Con sucesión en los duques de Almodóvar del Río | Alfonso de Hoyos, xi duque de Almodóvar del Río (1906-1995) Con sucesión en los duques de Almodóvar del Río | Alfonso de Hoyos, xi duque de Almodóvar del Río (1906-1995) Con sucesión en los duques de Almodóvar del Río |  |  | José Manuel Sánchez, x duque de Almodóvar del Río (1910-1938) | José Manuel Sánchez, x duque de Almodóvar del Río (1910-1938) | José Manuel Sánchez, x duque de Almodóvar del Río (1910-1938) | José Manuel Sánchez, x duque de Almodóvar del Río (1910-1938) | José Manuel Sánchez, x duque de Almodóvar del Río (1910-1938) | José Manuel Sánchez, x duque de Almodóvar del Río (1910-1938) |  |  |  |  |  |  |  |  |  |  |  |  |  |  |  |  |
|  |  | María de las Mercedes de Hoyos, ii duquesa de Algeciras (1904-1987) | María de las Mercedes de Hoyos, ii duquesa de Algeciras (1904-1987) | María de las Mercedes de Hoyos, ii duquesa de Algeciras (1904-1987) | María de las Mercedes de Hoyos, ii duquesa de Algeciras (1904-1987) | María de las Mercedes de Hoyos, ii duquesa de Algeciras (1904-1987) | María de las Mercedes de Hoyos, ii duquesa de Algeciras (1904-1987) |                                               |                                               | Alfonso de Hoyos, xi duque de Almodóvar del Río (1906-1995) Con sucesión en los duques de Almodóvar del Río | Alfonso de Hoyos, xi duque de Almodóvar del Río (1906-1995) Con sucesión en los duques de Almodóvar del Río | Alfonso de Hoyos, xi duque de Almodóvar del Río (1906-1995) Con sucesión en los duques de Almodóvar del Río | Alfonso de Hoyos, xi duque de Almodóvar del Río (1906-1995) Con sucesión en los duques de Almodóvar del Río | Alfonso de Hoyos, xi duque de Almodóvar del Río (1906-1995) Con sucesión en los duques de Almodóvar del Río | Alfonso de Hoyos, xi duque de Almodóvar del Río (1906-1995) Con sucesión en los duques de Almodóvar del Río |  |  | José Manuel Sánchez, x duque de Almodóvar del Río (1910-1938) | José Manuel Sánchez, x duque de Almodóvar del Río (1910-1938) | José Manuel Sánchez, x duque de Almodóvar del Río (1910-1938) | José Manuel Sánchez, x duque de Almodóvar del Río (1910-1938) | José Manuel Sánchez, x duque de Almodóvar del Río (1910-1938) | José Manuel Sánchez, x duque de Almodóvar del Río (1910-1938) |  |  |  |  |  |  |  |  |  |  |  |  |  |  |  |  |
|  |  | Ricardo López de Carrizosa, iii duque de Algeciras (n. 1932)        |                                                                     |                                                                     |                                                                     |                                                                     |                                                                     |                                               |                                               | | | | | | |  |  |                                                               |                                                               |                                                               |                                                               |                                                               |                                                               |  |  |  |  |  |  |  |  |  |  |  |  |  |  |  |  |
|  |  |                                                                     |                                                                     |                                                                     |                                                                     |                                                                     |                                                                     |                                               |                                               | | | | | | |  |  |                                                               |                                                               |                                                               |                                                               |                                                               |                                                               |  |  |  |  |  |  |  |  |  |  |  |  |  |  |  |  |
|  |  | Carlos López de Carrizosa, v marqués de Zornoza (n. 1959)           |                                                                     |                                                                     |                                                                     |                                                                     |                                                                     |                                               |                                               | | | | | | |  |  |                                                               |                                                               |                                                               |                                                               |                                                               |                                                               |  |  |  |  |  |  |  |  |  |  |  |  |  |  |  |  |